# Ганнівка (Ровеньківський район)
Га́ннівка — село в Україні, в Хрустальненській міській громаді Ровеньківського району Луганської області. Населення становить 10 осіб. Орган місцевого самоврядування — Микитівська сільська рада.

## Населення
За даними перепису 2001 року населення села становило 10 осіб, з них усі 100% зазначили рідною російську мову.